# Endeavour (rumfærge)
Rumfærgen Endeavour (NASA OV-105) er den nyeste af NASA's rumfærger bygget som erstatning for Challenger, der gik tabt i 1986. Bygningen begyndte i 1987 og Endeavour blev første gang sendt op i 1992.
Endeavour er ligesom Discovery også opkaldt efter et af den opdagelsesrejsende James Cooks skibe.
På den nykonstruerede rumfærge blev der lavet mere end 100 tekniske forbedringer.
- Bremseskærm – aflaster hjulbremserne ved landingen.
- Ekstern luftsluse – for at dokke (lægge til) ved Den Internationale Rumstation.
- Systemer til at minimere vægt og forbedre vægtfordelingen på rumfærgen.
- Glasscockpit og et særligt Global Positioning System der forøger antallet af mulige landingsbaner, det tidligere system muliggjorde kun landing på militære baser.

Endeavour skal udstilles på California Science Center i Los Angeles. Endeavour har fløjet 25 missioner, været 296 dage i rummet og kredset 4.677 gange om Jorden.

## Endeavour rumfærgemissioner
| #  | Dato               | Mission | Kort beskrivelse af missionen.                                                                                            |
| -- | ------------------ | ------- | --- |
| 1  | 1992 7. maj        | STS-49  | Første Endeavour mission, hente og genindsætte Intelsat VI i kredsløb.                                                    |
| 2  | 1992 12. september | STS-47  | Spacelab mission J. |
| 3  | 1993 13. januar    | STS-54  | TDRS-6 sat i kredsløb. |
| 4  | 1993 21. juni      | STS-57  | Spacelab eksperimenter, hente European Retrievable Carrier (EURECA).                                                      |
| 5  | 1993 2. december   | STS-61  | Første service mission (HSM-1) til Hubble-rumteleskopet.                                                                  |
| 6  | 1994 9. april      | STS-59  | Space Radar Laboratory eksperimenter.                                                                                     |
| 7  | 1994 30. september | STS-68  | Space Radar Laboratory eksperimenter.                                                                                     |
| 8  | 1995 2. marts      | STS-67  | Spacelab Astro-2 eksperimenter.                                                                                           |
| 9  | 1995 7. september  | STS-69  | Wake Shield Facility (WSF) eksperimenter.                                                                                 |
| 10 | 1996 11. januar    | STS-72  | Hente japansk Space Flyer Unit.                                                                                           |
| 11 | 1996 19. maj       | STS-77  | Spacelab eksperimenter.                                                                                                   |
| 12 | 1998 22. januar    | STS-89  | Til Mir, besætningsskift.                                                                                                 |
| 13 | 1998 4. december   | STS-88  | Udbygning af Den Internationale Rumstation (ISS) med Node 1 (Unity).                                                      |
| 14 | 2000 11. februar   | STS-99  | Shuttle Radar Topography eksperimenter.                                                                                   |
| 15 | 2000 30 november   | STS-97  | Forsyninger til og udbygning af ISS med P6 solcellevinger.                                                                |
| 16 | 2001 19. april     | STS-100 | ISS-forsyninger (Raffaello container) og udbygning med Canadarm2.                                                         |
| 17 | 2001 5. december   | STS-108 | ISS-forsyninger (Raffaello container) og besætningsskift.                                                                 |
| 18 | 2002 5. juni       | STS-111 | ISS-forsyninger (Leonardo container) og besætningsskift.                                                                  |
| 19 | 2002 23. november  | STS-113 | Forsyninger til og udbygning af ISS med P1 bjælkesegment og besætningsskift.                                              |
| 20 | 2007 7. august     | STS-118 | Barbara Morgan med på første Endeavour mission efter Columbia ulykken, Spacehab.                                          |
| 21 | 2008 11. marts     | STS-123 | Forsyninger til og udbygning af ISS med Kibō logistikmodul, Dextre og besætningsskift.                                    |
| 22 | 2008 14. november  | STS-126 | ISS-forsyninger (Leonardo container).                                                                                     |
| 23 | 2009 16. juli      | STS-127 | Platform til Kibō (EF - Exposed Facility).                                                                                |
| 24 | 2010 8. februar    | STS-130 | Udbygning af Den Internationale Rumstation med Tranquility (Node 3) og Cupola.                                            |
| 25 | 2011 16. maj       | STS-134 | Udbygning af Den Internationale Rumstation med Alpha Magnetic Spectrometer (AMS-2) og EXPRESS Logistics Carrier 3 (ELC3). |

## Relaterede artikler
- Buran (rumfærgeprojekt)
- Orion